# Drassanes (metrostation)
Drassanes is een metrostation aan Lijn 3 (groene lijn) van de metro van Barcelona in het district Ciutat Vella, bij de oude haven (Port Vell) en de oude dokken waar het station zijn naam aan dankt (Reials Drassanes in het Catalaans of Reales Atarazanas in het Spaans).
Het station ligt, in verband met de nabijheid van de zee, zo ondiep mogelijk, direct onder het straatniveau. Hierdoor heeft elk perron een aparte ingang. Wel worden de twee zijden met elkaar verbonden door middel van een voetgangerstunnel onder het spoor door, zodat alle ingangen gebruikt kunnen worden voor beide richtingen, dit in tegenstelling tot bijvoorbeeld station Liceu. Het station heeft ingangen aan de La Rambla en de Avinguda de les Drassanes. De zijperrons zijn 90 meter lang en beide richtingen worden gescheiden door een rij betonnen zuilen.
De opening van dit station was in 1968, onder de Castiliaanse naam Atarazanas, als uitbreiding van lijn III vanaf station Liceu. Sinds 1982 heeft het de huidige, Catalaanse naam en heeft de lijn een Arabisch cijfer in plaats van een Romeins cijfer.
Bezienswaardigheden in de omgeving van dit station zijn:
- La Rambla
- De oude haven
- Columbusmonument